# Sơn Giang (phường)
Sơn Giang là một phường thuộc thị xã Phước Long, tỉnh Bình Phước, Việt Nam.

## Địa lý
Phường Sơn Giang nằm ở trung tâm thị xã Phước Long, có vị trí địa lý:
- Phía đông giáp phường Thác Mơ
- Phía tây giáp phường Long Phước
- Phía nam giáp phường Phước Bình và xã Phước Tín
- Phía bắc giáp xã Long Giang và phường Long Thủy.

Phường có diện tích 16,50 km², dân số năm 2009 là 4.376 người, mật độ dân số đạt 265 người/km².

## Lịch sử
Trước đây, Sơn Giang là một xã thuộc huyện Phước Long cũ.
Ngày 29 tháng 8 năm 1994, một phần diện tích và dân số của xã Sơn Giang được tách ra để thành lập thị trấn Thác Mơ, thị trấn huyện lỵ huyện Phước Long.
Ngày 11 tháng 8 năm 2009, Chính phủ ban hành Nghị quyết số 35/NQ-CP. Theo đó:
- Thành lập xã Long Giang trên cơ sở điều chỉnh 980,84 ha diện tích tự nhiên và 3.097 người của xã Sơn Giang; 1.236,73 ha diện tích tự nhiên và 1.406 người của xã Bình Sơn
- Chuyển các xã Sơn Giang và Long Giang về thị xã Phước Long mới thành lập
- Thành lập phường Sơn Giang trên cơ sở toàn bộ 1.650.43 ha diện tích tự nhiên và 4.376 người còn lại của xã Sơn Giang.